# Кубок мира по вольной борьбе 1981
Кубок мира по вольной борьбе 1981 года прошёл 28—29 марта в Толидо (США) на арене Сентенниел-Холл. Соревнования проводились под эгидой ФИЛА и Союза спортсменов любителей США. Обладателем кубка мира стала сборная СССР. Сборную Африки представляли чемпионы Африканских игр 1978 года и Средиземноморских игр 1979 года.

## Общий зачёт
| Место | Страна |   |
| ----- | ------ | - |
| 1     | СССР   | 6 |
| 2     | США    | 4 |
| 3     | МНР    |   |
| 4     | Африка |   |

## Финалисты в индивидуальном зачёте
| Категория | 1                    | 2                       | 3                      | 4               |
| --------- | -------------------- | ----------------------- | ---------------------- | --------------- |
| 48 кг     | Сергей Корнилаев     | Бобби Уивер             | Д. Болд                |                 |
| 52 кг     | Джин Миллс           | Анатолий Белоглазов     | Нанзадын Бүргэдаа      |                 |
| 57 кг     | Сергей Белоглазов    | Ганбатаар Ньямдабла     | Рик Деллегатта         | Али Ласкар      |
| 62 кг     | Магомед-Гасан Абушев | Дугарсюрэнгийн Оюунболд | Андре Мецгер           | Федваки         |
| 68 кг     | Михаил Харачура      | Дейв Шульц              | Буяндэлгэрийн Болд     |                 |
| 74 кг     | Лерой Кемп           | Жамцын Даваажав         | Георгий Макасарашвили  | Батауа          |
| 82 кг     | Кристофер Кэмпбелл   | Григорий Данько         | Мухаммед аль-Ашрам     | Зэвэгийн Дувчин |
| 90 кг     | Санасар Оганисян     | Говард Харрис           | Мустафа Матвали        | Жамцын Бор      |
| 100 кг    | Илья Мате            | Грегори Гибсон          | Дашдоржийн Цэрэнтогтох | Абдалла Р'Хума  |
| +110 кг   | Сослан Андиев        | Джимми Джексон          | Однойн Бахыт           | Али Гарби       |